# Focke-Wulf Ta 400
Il Focke-Wulf Ta 400 era il prototipo per un bombardiere a sei motori, sviluppato nella Germania nazista nel 1943 dalla Focke-Wulf come partecipante al progetto dell'Amerika Bomber. Uno dei primi aerei a essere sviluppato in più Paesi, fu anche uno dei progetti più avanzati ideati dalla Focke-Wulf Flugzeugbau AG durante la seconda guerra mondiale, anche se non superò mai lo stadio di modello per la galleria del vento.
Progettato come bombardiere e aereo da ricognizione a lungo raggio da Kurt Tank ebbe, tra le caratteristiche particolari, la singolare adozione di sei motori radiali BMW 801D, ai quali si aggiunsero successivamente due motori a getto Junkers Jumo 004.

## Storia del progetto
In risposta a una specifica emanata il 22 gennaio 1942 dal Reichsluftfahrtministerium (RLM), il Ministero dell'aria del Reich, Kurt Tank capo dell'ufficio di progettazione della Focke-Wulf, cominciò a definire il Ta 400 come bombardiere e aereo da ricognizione a lungo raggio mosso da sei motori radiali BMW 801D. Il lavoro sul progetto iniziò nel 1943 e si svolse prevalentemente nei cantieri di Châtillon-sous-Bagneux vicino a Parigi. Ci fu un contratto per la progettazione e costruzione dei maggiori componenti alle compagnie italiane, francesi e tedesche; nella speranza di accelerare il processo e iniziare la costruzione dei prototipi prima possibile.
Il progetto del Ta 400 era relativo a un velivolo con configurazione ad ala alta, con una lunga sezione rettilinea centrale e molto rastremata alle estremità, e di un impennaggio dotato di due stabilizzatori verticali. Come lo statunitense Boeing B-29 Superfortress, il compartimento dell'equipaggio del Ta 400 sarebbe stato pressurizzato fino alla torretta di coda, connessa tramite dei tunnel pure pressurizzati. Avrebbe avuto anche molteplici torrette multiple telecomandate a distanza. L'equipaggio doveva essere protetto da un pesante armamento difensivo che comprendeva dieci cannoncini automatici MG 151/20 calibro 20 mm. L'aereo era dotato di 32 serbatoi, otto in fusoliera e 24, 12 per ogni lato, nell'ala. Un'altra caratteristica avanzata del progetto era il carrello triciclo anteriore, dotato di un elemento anteriore posto sotto la cabina di pilotaggio con movimento retrattile verso coda e altri quattro posteriori, posizionati sotto i quattro motori centrali e che si ritraevano nelle loro gondole con movimento inverso al primo.
Il massimo carico di bombe sarebbe stato di 24 t. Con un peso totale di 80,27 tonnellate, il Ta 400 con motori DB 603 fu stimato avrebbe avuto una autonomia di 12 000 km nel ruolo di ricognitore, con una velocità di crociera a 325 km/h. Le due versioni del bombardiere avrebbero avuto 76,07 tonnellate e 80,87 tonnellate di peso lordo stimato con autonomia di 4 500 km e 10 600 km, rispettivamente. Le stime per la versione a propulsione mista, dotata anche dei motori Jumo 004 a getto, ritenevano il modello in grado di possedere un'autonomia massima di 14 000 km per la versione ricognitore e 13 000 km per quella da bombardamento. Poiché non è mai stato costruito un prototipo, le prestazioni e l'autonomia sono basate unicamente sulle stime di progetto.
Il Ta 400 fu essenzialmente una modifica del Me 264 ma progetto richiedeva più materiali e lavoro del Me 264 e l'RLM negò ogni ulteriore sviluppo del Ta 400, informando l'azienda con un dispaccio del 15 ottobre 1943 in cui si informava che il programma doveva essere interrotto.